# Nelly Goedewaagen
Pieternella Cornelia (Nelly) Goedewaagen (Gouda, 16 augustus 1880 – Amersfoort, 16 februari 1953) was een Nederlandse schilder, tekenaar, etser en lithograaf.

## Leven en werk
Goedewaagen was een dochter van Aart Goedewaagen (1850-1927), directeur van 'Goedewaagen's Koninklijke Hollandsche pijpen- en aardewerkfabrieken' in Gouda, en van Anna Jeanne Henriette van Maarseveen (1857-1937). Ze bleef ongehuwd.
Goedewaagen studeerde aan de Academie van Beeldende Kunsten in Den Haag en volgde lessen bij Aletta Ruijsch en Bernard Schregel. Ze maakte stadsgezichten, (bloem)stillevens en topografische voorstellingen. Goedewaagen sloot zich aan bij Arti et Amicitiae, Sint Lucas en De Onafhankelijken in Amsterdam, Teekengenootschap Pictura in Dordrecht en de Haagse schilderessenvereniging ODIS. Ze deed mee aan diverse exposities en toonde haar werk onder andere bij de tentoonstelling De Vrouw 1813-1913.
Goedewaagen overleed op 72-jarige leeftijd.